# Memorial Davide Fardelli
Il Memorial Davide Fardelli è una cronometro maschile e femminile di ciclismo su strada che si svolge a Rogno, in provincia di Bergamo in Italia, ogni anno in settembre. La prova femminile fa parte del calendario internazionale femminile UCI, classe 1.2, quella maschile dal 2007 è inserita nel circuito UCI Europe Tour, classe 1.2.
Dal 2010 vi sono anche due prove, una maschile e una femminile, riservate agli Juniores.

## Albo d'oro
Aggiornato all'edizione 2012.
| Anno | Vincitore        | Secondo           | Terzo             |
| ---- | ---------------- | ----------------- | ----------------- |
| 2005 | Volodymyr Djudja | Dario Benenati    | Andrea Giupponi   |
| 2006 | Alan Marangoni   | Luca Barla        | Francesco Tomei   |
| 2007 | Luca Dodi        | Enrico Peruffo    | Angelo Pagani     |
| 2008 | Marcel Kittel    | Alan Marangoni    | Adriano Malori    |
| 2009 | Manuele Boaro    | Matteo Mammini    | Alessandro Stocco |
| 2010 | Luke Durbridge   | Eugen Wacker      | Marcel Kittel     |
| 2011 | Anton Vorob'ëv   | Gianluca Leonardi | Luke Durbridge    |
| 2012 | Rohan Dennis     | Damien Howson     | Anton Vorob'ëv    |
| 2013 |                  |                   |                   |

Aggiornato all'edizione 2012.
| Anno | Vincitore         | Secondo          | Terzo            |
| ---- | ----------------- | ---------------- | ---------------- |
| 2010 | Marco Coffinardi  | Antonio Analfino | Glauco Maggi     |
| 2011 | Davide Martinelli | Riccardo Donato  | Gianluca Vecchio |
| 2012 | Nicola Da Dalt    | Alexander Brus   | Gianluca Vecchio |
| 2013 |                   |                  |                  |

Aggiornato all'edizione 2012.
| Anno | Vincitore    | Secondo        | Terzo             |
| ---- | ------------ | -------------- | ----------------- |
| 2007 | Karin Thürig | Sara Carrigann | Alison Powers     |
| 2008 | Karin Thürig | Vicki Whitelaw | Susanne Ljungskog |
| 2009 | Karin Thürig | Amber Neben    | Vicki Whitelaw    |
| 2010 | Amber Neben  | Vicki Whitelaw | Giulia Ronchi     |
| 2011 | Judith Arndt | Emma Pooley    | Amber Neben       |
| 2012 | Edwige Pitel | Martina Ritter | Pascale Schnider  |
| 2013 |              |                |                   |

Aggiornato all'edizione 2012.
| Anno | Vincitore                 | Secondo             | Terzo          |
| ---- | ------------------------- | ------------------- | -------------- |
| 2010 | Susanna Zorzi             | Rossella Ratto      | Giulia Ronchi  |
| 2011 | Maria Giulia Confalonieri | Beatrice Bartelloni | Rossella Ratto |
| 2012 | Simona Bortolotti         | Stella Riverditi    | Caroline Baur  |
| 2013 |                           |                     |                |